# サン・イシドロ大聖堂
サン・イシドロ大聖堂（サン・イシドロだいせいどう、スペイン語:Catedral de San Isidro Labrador (San Isidro)）は、アルゼンチン・大ブエノスアイレス都市圏郊外サン・イシドロにあるカトリックの大聖堂。

## 歴史
サン・イシドロ大聖堂は、建築家ジャック・デュナンとチャールズ・パキンによって設計され、礼拝堂(1706年に建てられたもの)の跡地に建立された。1895年10月6日、現在の大聖堂の礎石を置き、1898年7月14日に完成。1906年10月20日に献堂された。1957年6月8日、この教会は教区の大聖堂であると宣言され、1963年10月10日、「国定歴史建造物」に指定された。毎年5月15日にサン・イシドロ(聖イシドロ農夫)の祝祭が行われている。

## 建築
サン・イシドロ大聖堂はゴシック・リヴァイヴァル建築であり、空に向かって指す細いラインが特徴である。1300平方メートルの面積を占め、長さが60メートル、幅が18.5メートル。塔の高さは68.65メートル。その基盤は、円形後陣を持つ3つの身廊があるラテン十字架である。大聖堂内部のステンドグラスはフランス製。近年、修復作業が行われた。

## 所在地
アベニーダ・デル・リベルタドール 16200、サン・イシドロ B1642CKV、アルゼンチン
(Avenida Del Libertador 16200, San Isidro B1642CKV, Argentina)

## ギャラリー

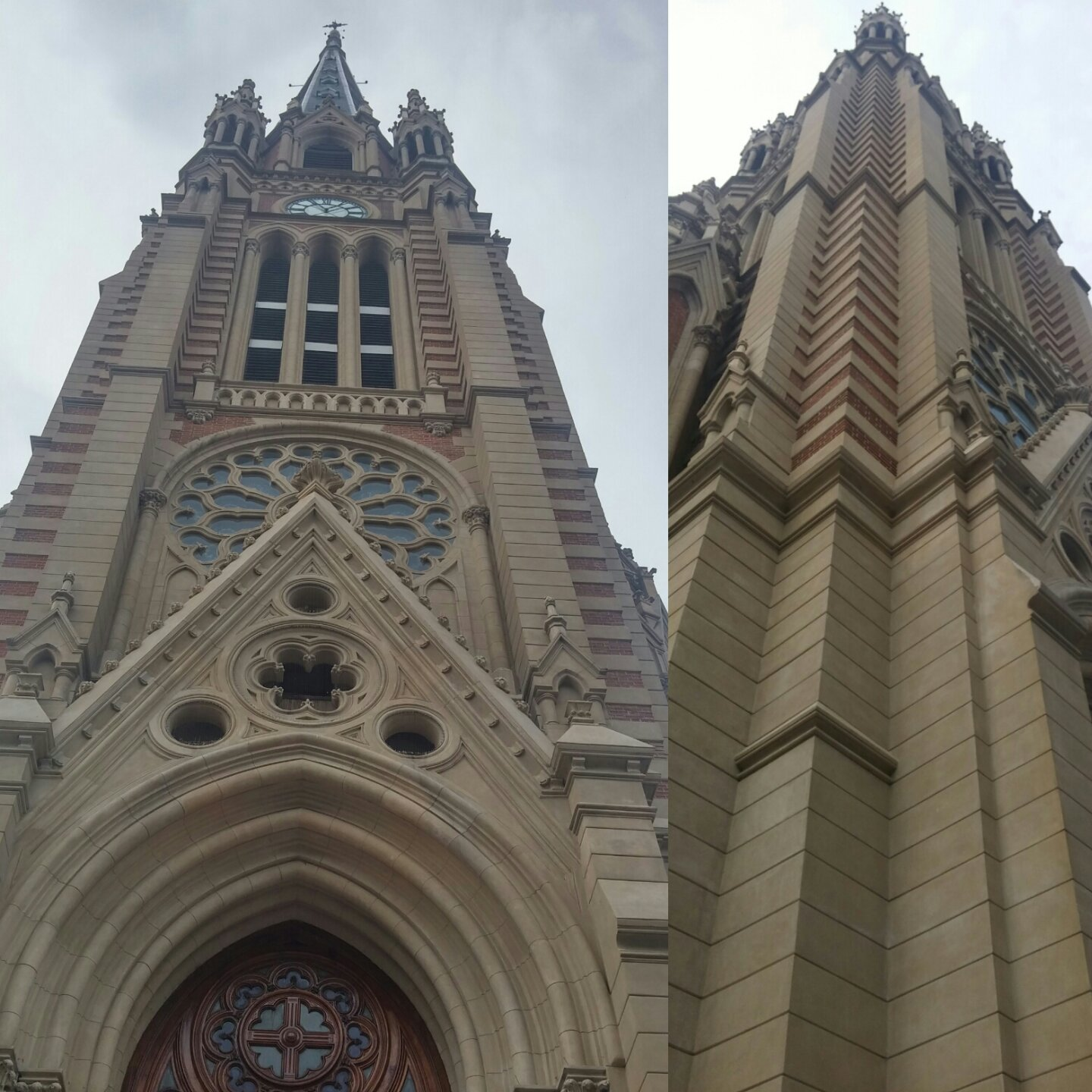
大聖堂正面
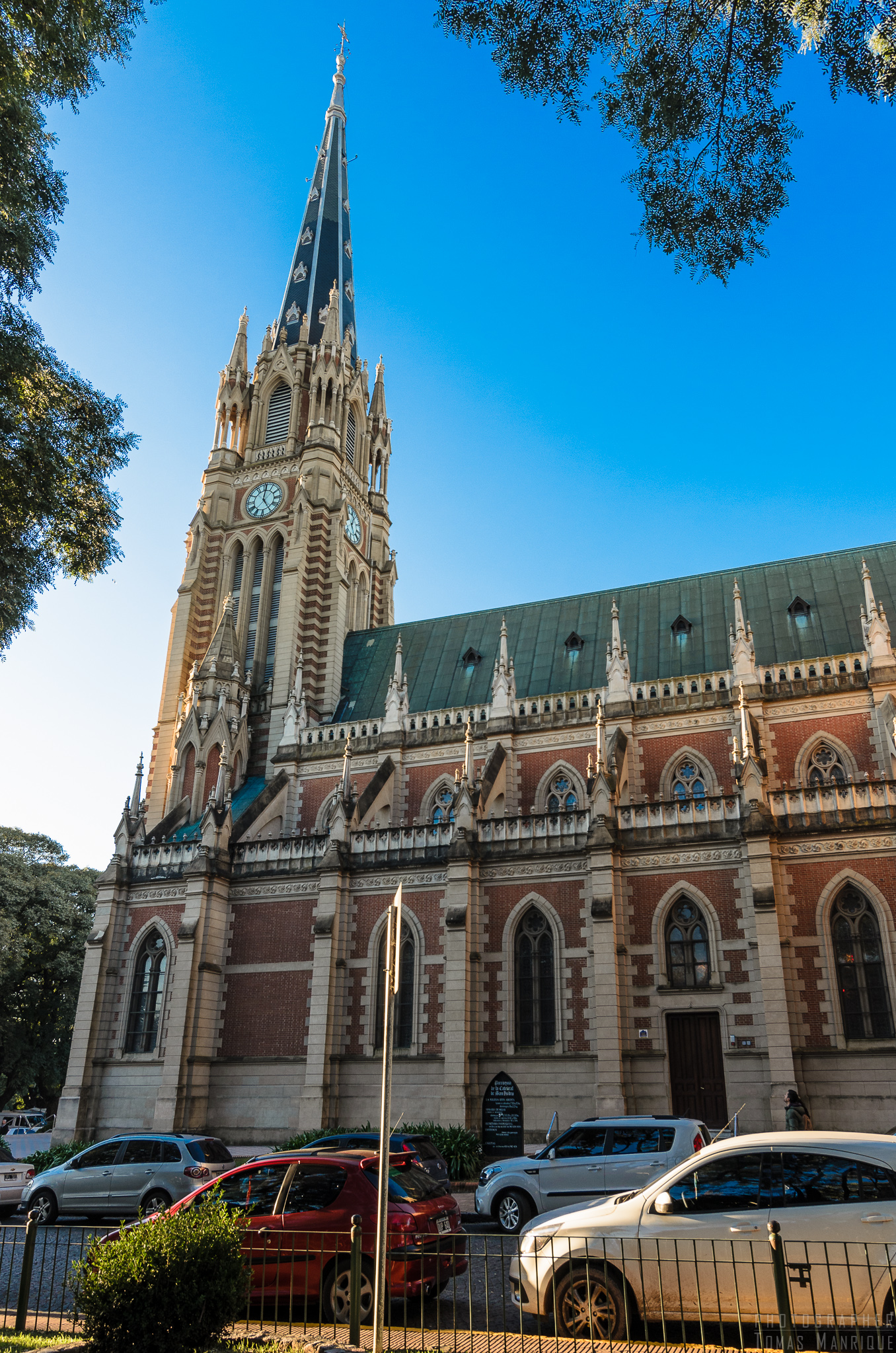
大聖堂側面
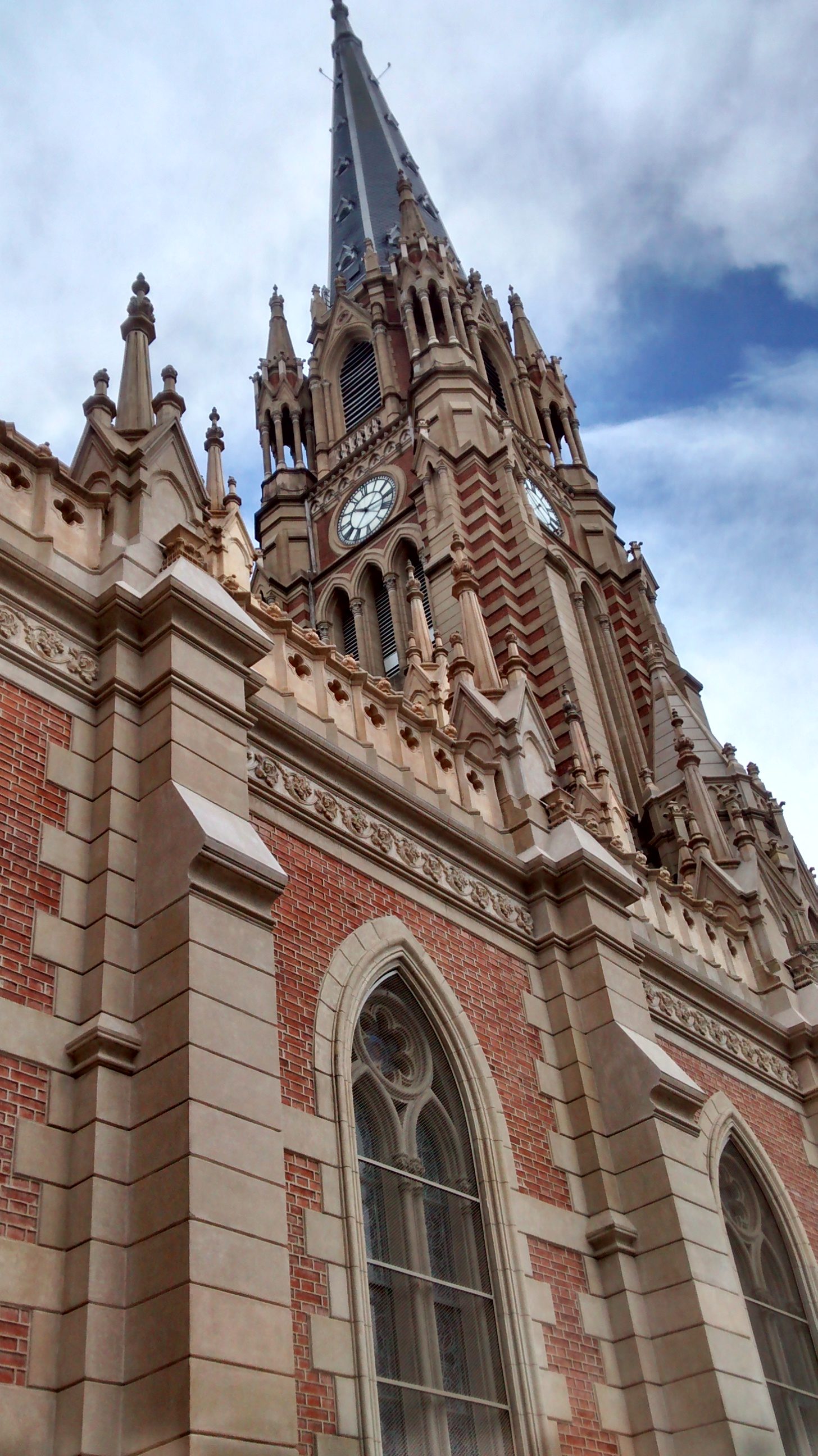
外部装飾
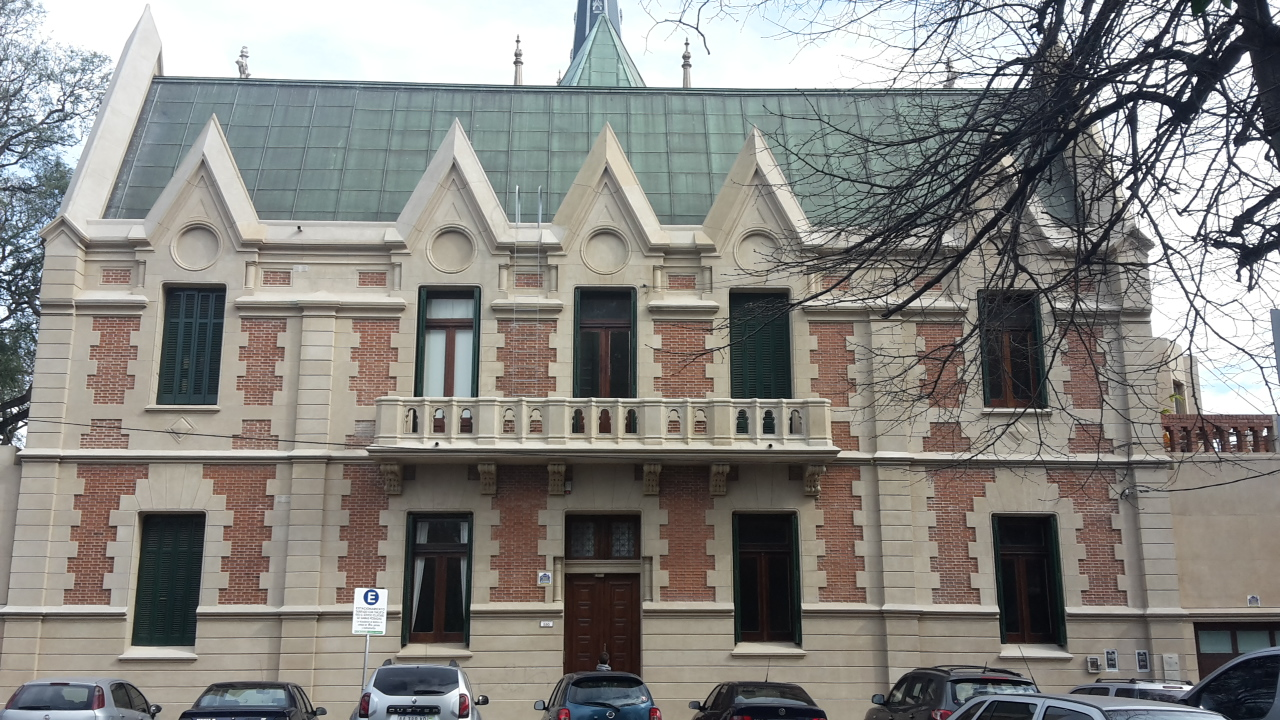
大聖堂後方
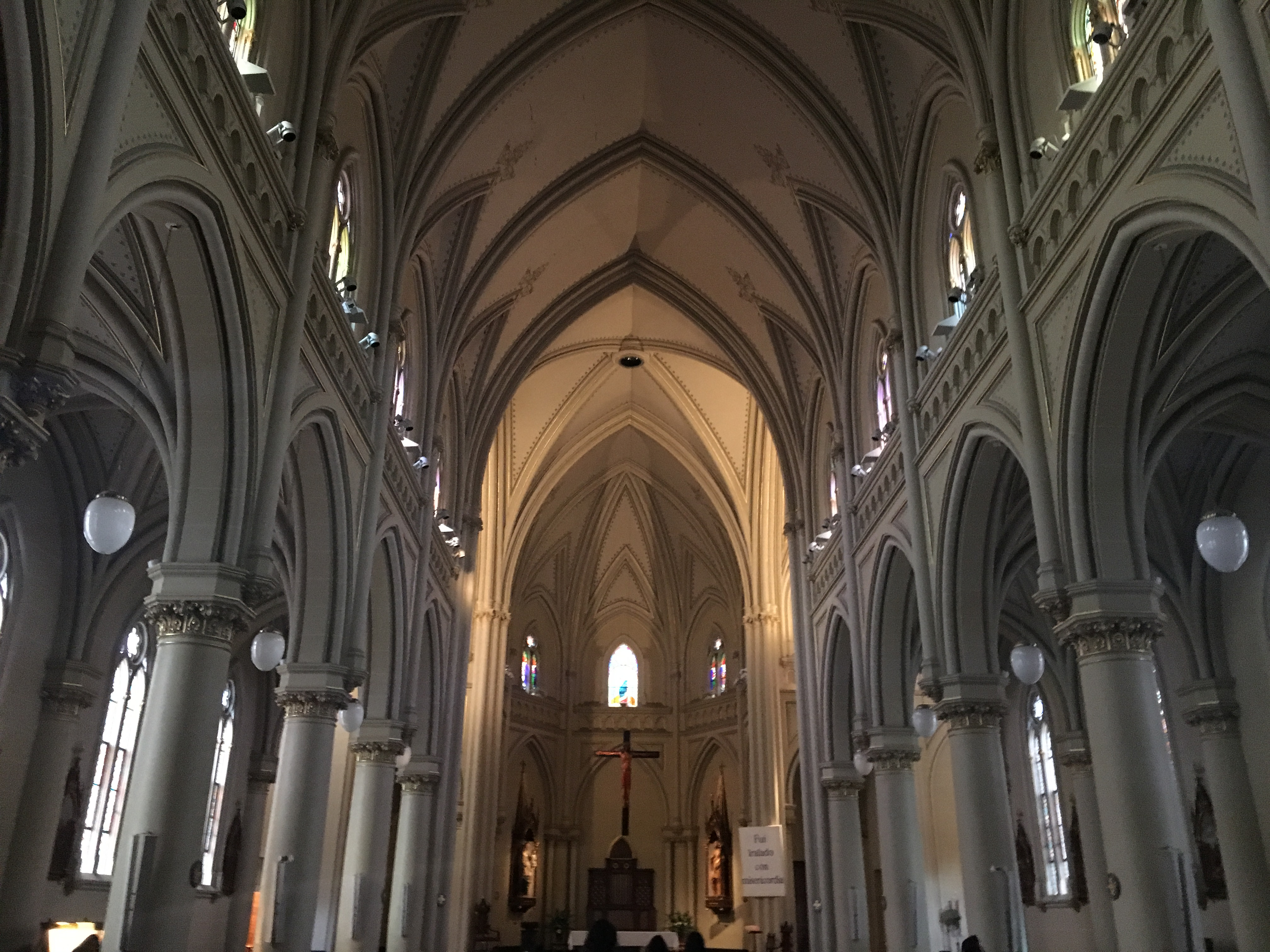
大聖堂内部
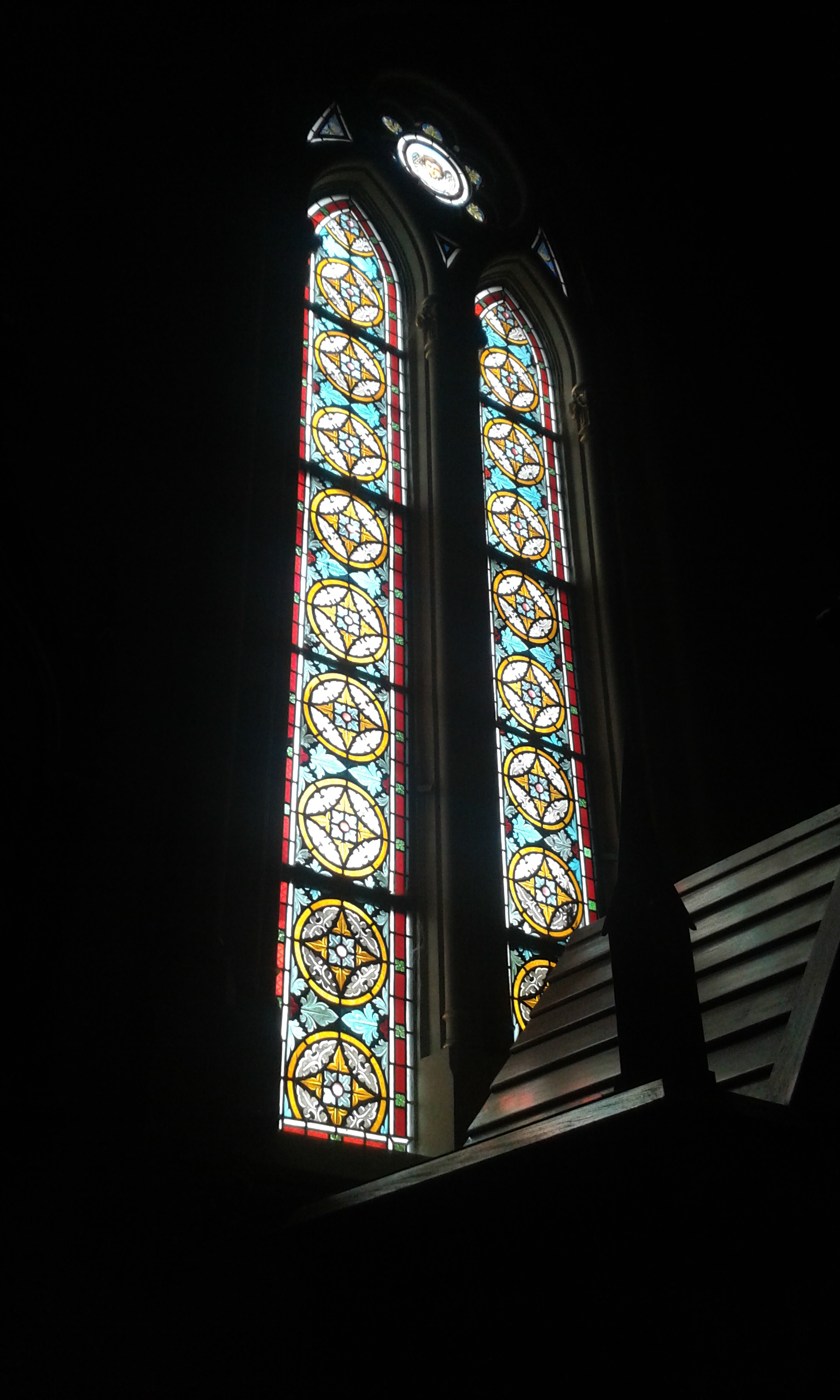
大聖堂の窓
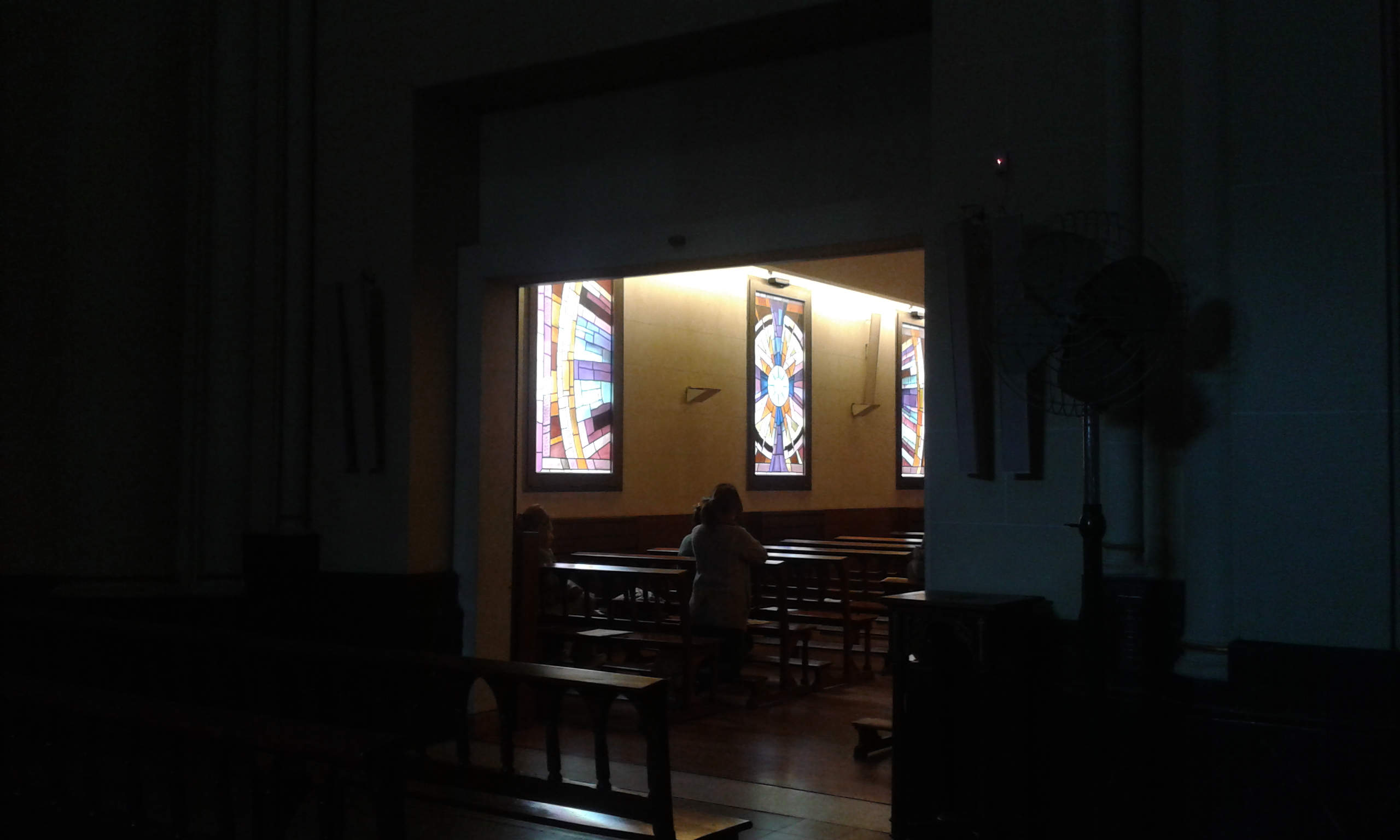
大聖堂内にある礼拝堂の窓